# Apollon Xenofontovič Babičev
Svatý Apollon Xenofontovič Babičev (rusky: Аполлон Ксенофонтович Бабичев; 30. března 1874, Kaluga – 23. listopadu 1937, Tulská oblast) byl křesťan ruské pravoslavné církve, psalomščik (zpěvák žalmů) a mučedník.

## Život
Narodil se 30. března 1874. Po ukončení školy v rodném městě začal působit jako psalomščik v chrámu sv. Jiří. Zde zůstal až do roku 1937, kdy byl při tzv. Velké čistce zatčen, a to 16. října 1937.
Po výslechu sovětskými úřady byl obviněn z kontrarevoluční a protisovětské činnosti. Byly uchovány záznamy o jeho výsleších, na nichž kategoricky popřel aktivní kontakty s „kontrarevolučním prvkem“ duchovenstva, jakož i vedení protisovětských rozhovorů s občany, odmítl jmenovat osoby ze svého kruhu, které byly nepřátelské vůči sovětskému systému.
Dne 19. listopadu 1937 byl Trojkou NKVD odsouzen k smrti, a to spolu s arcibiskupem Avgustinem Beljajevem, archimandritou Ioannikijem Dmitrijevem, protojerejem Ioannem Speranskim, psalomščikem Alexejem Gorbačovem a členem Rady chrámu Michailem Arefevem.
Trest byl vykonán 23. listopadu 1937.
V srpnu 2000 jej Ruská pravoslavná církev svatořečila jako mučedníka a byl zařazen mezi Sbor všech novomučedníků a vyznavačů ruských.
Jeho svátek je připomínán 23. listopadu.